# Albești, Constanța
Albești (turcă Akbaș) este satul de reședință al comunei cu același nume din județul Constanța, Dobrogea, România. Este situat în partea de sud a județului, în Podișul Negru Vodă, pe malul stâng al pârâului Albești.
Un fort elenistic a fost săpat la Albești. La recensământul din 2002 avea o populație de 1421 locuitori.
Prima atestare a localității Albești datează de pe vremea stabilirii pe acest teritoriu a populației turcești din Crimeea în anul 1856 și a purtat până în anul 1924 denumirea turcească Sarighiol, și era formată din două colonii turcești (una spre E care se numea Sarighiol și alta spre V, care se numea Acbași). Ulterior, populația dominantă era alcătuită din germani dobrogeni și apoi din români.